# Storie dell'umanità primitiva

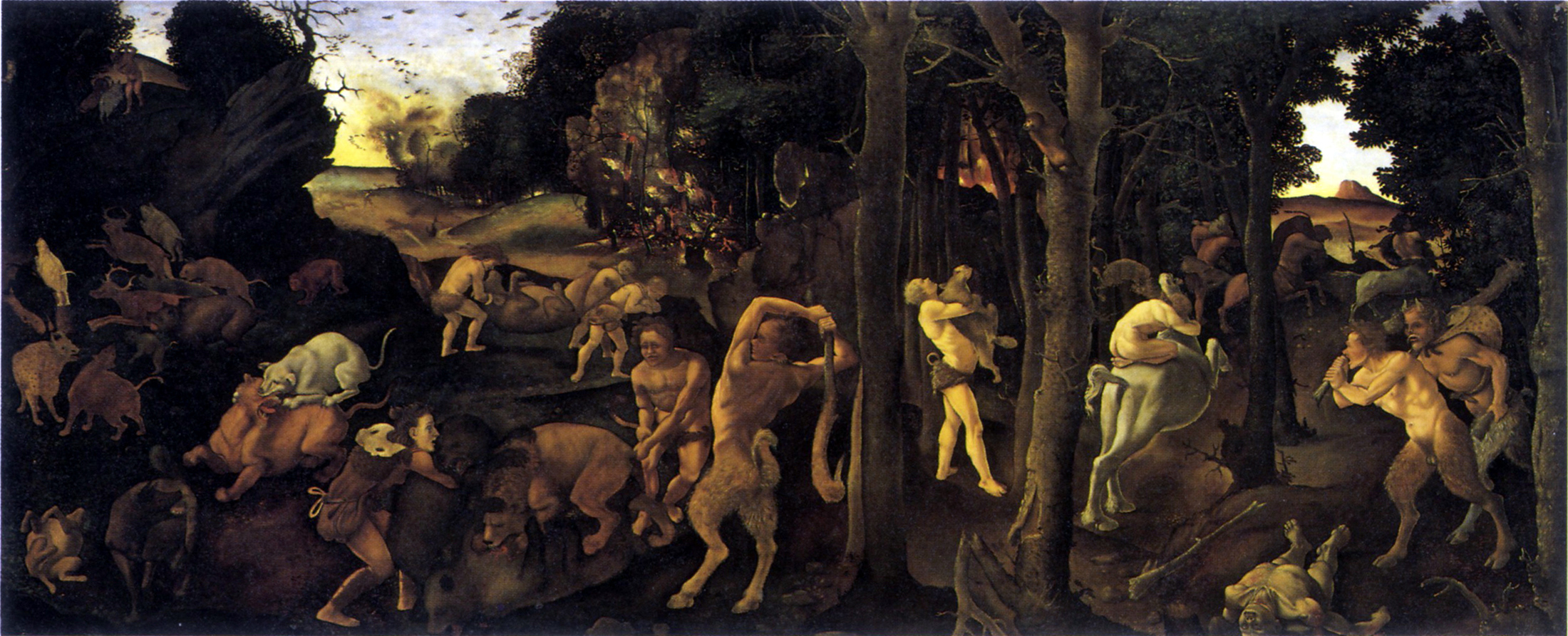
Caccia primitiva, New York

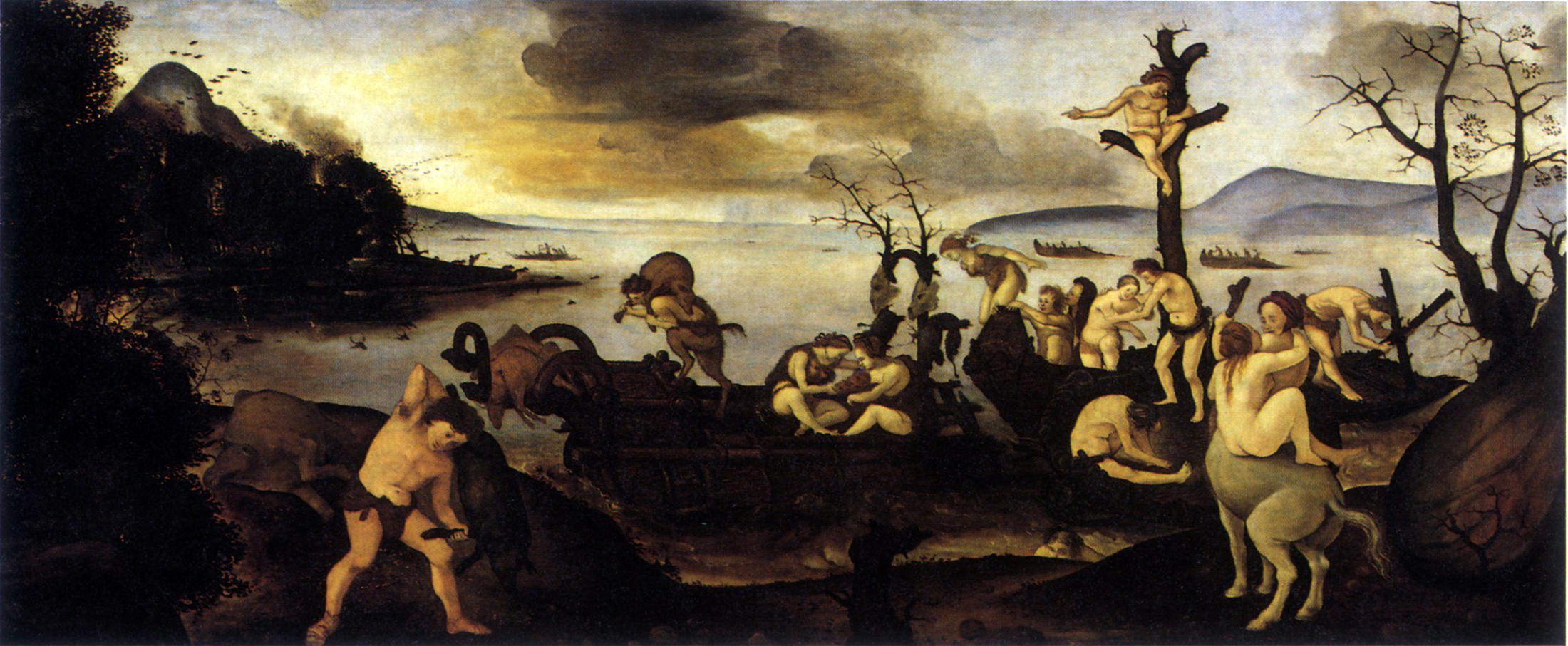
Ritorno dalla caccia, New York

Incendio nella foresta, Oxford

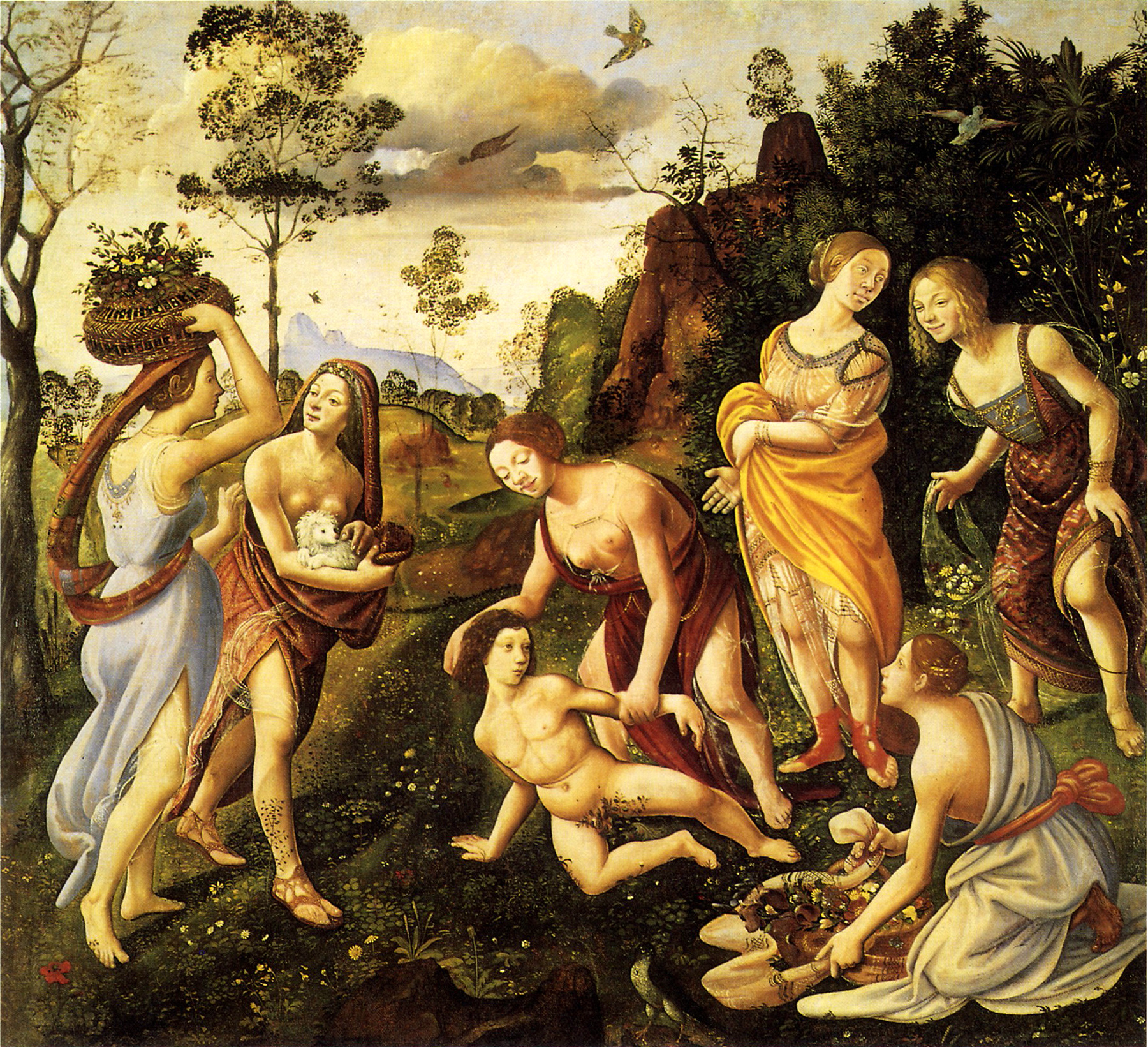
Ritrovamento di Vulcano, Hartford

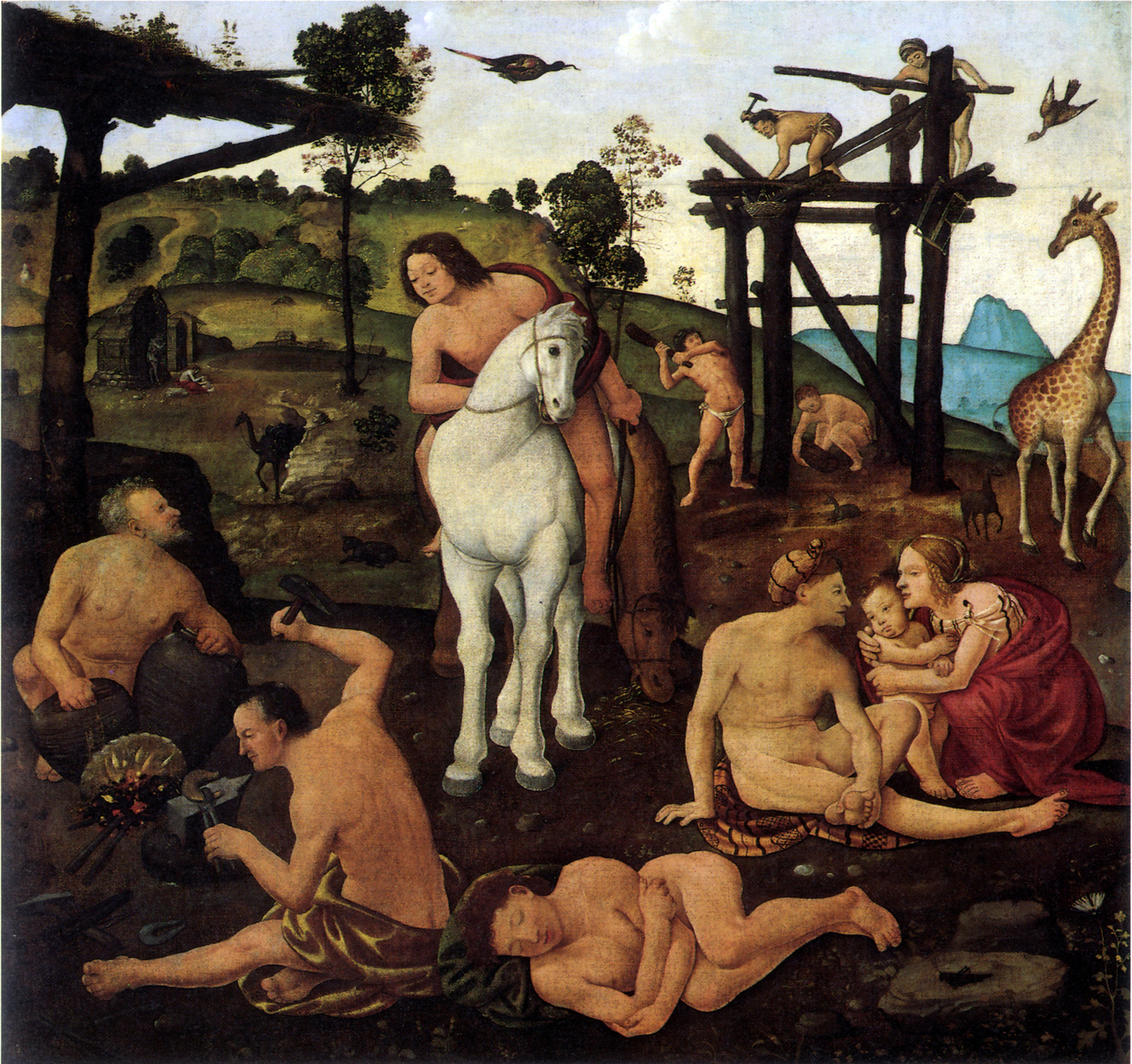
Vulcano ed Eolo maestri dell'umanità, Ottawa

Le Storie dell'umanità primitiva sono una serie di dipinti di Piero di Cosimo, databili al 1500-1505 circa e oggi sparse tra più musei.

## Storia
La datazione della serie è incerta, ma con oscillazioni comprese tra il 1495 e il 1505 circa. Alcuni storici, basandosi su dati essenzialmente stilistici, tendono ad anticipare le due tavole di New York e ritardare quella di Oxford, mentre sulle due tavole di forma quasi quadrata si registrano varie ipotesi.
Si trattava di almeno tre spalliere destinate a decorare due ambienti una dimora privata fiorentina, probabilmente il Palazzo Del Pugliese di Francesco Del Pugliese, dove Vasari descrisse della mano di Piero alcune «storie di figure piccole, [...] fantastiche che egli in tutte quelle si dilettò a dipingere, e di casamenti e d'animali e d'abiti e di strumenti diversi, e altre fantasie che gli sovvennono per essere storie di favole.»

## Descrizione e stile
Il soggetto della serie è estremamente singolare e viene di solito indicato come scene della vita primordiale degli uomini incapaci di controllare e utilizzare il fuoco. La concezione del lento evolversi della civiltà attraverso il progresso tecnico e intellettuale, rara e comunque eterodossa sia rispetto alla concezione classica che a quella cristiana, si può ritrovare sia in Lucrezio (De rerum natura) che in Vitruvio, quest'ultimo citato da Boccaccio nella Genealogia Deorum Gentilium.
Il primo pannello, la Caccia, presenta figure umane seminude, satiri, centauri e animali che lottano ferocemente ignari del pericolo costituito dall'incendio che divampa sullo sfondo; nel secondo, il Ritorno dalla caccia, si rappresentano le prime forme di vita comunitaria e l'utilizzo di primitive tecniche di costruzione; nel terzo, l'Incendio nella foresta, un uomo rivestito di abiti, consapevole dell'incendio, tenta di catturare bovini terrorizzati.
Erwin Panofsky collegò a questi pannelli anche due tavole con la Caduta di Vulcano e Vulcano ed Eolo maestri dell'umanità, che rappresenterebbero l'era sub Vulcano, successiva a quella ante Vulcano dei primi tre pannelli. Nella prima Vulcano, scaraventato dall'Olimpo, viene soccorso dalle fanciulle di Lemno; nella seconda, Vulcano adulto, assistito da Eolo, lavora in una primitiva fucina e mostra ad un uomo su un cavallo domato l'uso del fuoco e le tecniche di lavorazione dei metalli; sullo sfondo, accanto ad una giraffa mansueta, si sta innalzando un'abitazione con tronchi non ancora squadrati e in primo piano una famiglia e un dormiente alludono sia al fatto che il lavoro di Vulcano inizia sul far della notte, sia che sta per sorgere una nuova era della civiltà.
Panofsky ipotizzò che le due serie facessero parte di due ambienti diversi, salone anticamera, ma le differenze di formato, supporto e dimensioni hanno suscitato più di una perplessità negli altri studiosi.
Alcuni collegano alla serie anche il pannello con la Costruzione di un edificio nel Ringling Museum of Art di Sarasota, che mostrerebbe l'avanzare delle conoscenze tecniche degli uomini: le misure sono compatibili ma leggermente superiori alle altre tavole.
- Caccia primitiva, olio su tavola, 71x168 cm, New York, Metropolitan Museum
- Ritorno dalla caccia, olio su tavola, 71x169 cm, New York, Metropolitan Museum
- Incendio nella foresta, olio su tavola, 71x203 cm, Oxford, Ashmolean Museum
- Ritrovamento di Vulcano, olio su tela, 155x174 cm, Hartford, Connecticut, Wadsworth Atheneum
- Vulcano ed Eolo maestri dell'umanità, olio su tela, 155,6x166,4 cm, Ottawa, National Gallery of Canada

Il soggetto è più che mai singolare nel panorama dell'epoca. La visione dei primi stadi dell'umanità come un processo di lento sviluppo verso la civilizzazione grazie alla graduale conoscenza e utilizzo del fuoco era infatti contraria alle dottrine dominanti, sia quella cristiana, legata alla Creazione biblica, sia quella neoplatonica, che parlava di un'Età dell'oro da cui l'uomo, in un'inesorabile declino, si sarebbe gradualmente allontanato.